# 大釜ケリー
大釜 ケリー（おおがま けりー、1989年12月9日 - ）は、日本のファッションモデル。
サンミュージックプロダクション所属。Soup.、CUTiE、SAVVY等の雑誌のモデルとして活躍している。
Soup.出演時には「Soup. × 大釜ケリー ×　She loves SUITS」と銘打ってコラボ企画に参加している。

## 主な出演

### 雑誌
- Soup.
- ar
- CUTiE
- GISELe
- haco.
- InRed
- Ocappa
- SAVAY
- SEDA
- Spoon
- VoCE
- Zipper
- 装苑
- 美的
- リンネル
- ゼクシィ
- ケイコとマナブ
- anan
- ロマンティックニット
- 森ガール fashion & style BOOK

### テレビ
- モノイズム（2014年12月　テレビ東京）
- TOKYOハイレゾガール（2016年2月　テレビ東京）

### MV
- 「心理の森」シンリズム（2015年）